# 32-я гвардейская танковая бригада
32-я отдельная гвардейская танковая Краснознамённая бригада — танковая бригада Красной армии в годы Великой Отечественной войны.
Сокращённое наименование — 32 гв. отбр.

## Формирование и организация
13-я танковая бригада начала формироваться Директивой НКО № 725239 от 02.09.1941. Бригада сформирована по штатам № 010/75 — 010/83.
Приказом НКО № 58 от 7 февраля 1943 года 13-я отдельная танковая бригада преобразована в 32-ю гвардейскую отдельную танковую бригаду.
16 мая 1944 года бригада выведена в Резерв Ставки ВГК в Тульский ТВЛ.
15 октября 1945 года переформирована в 32-й гвардейский тяжёлый танко-самоходный полк (в/ч № 34480).

## Боевой и численный состав
Директивой ГШ КА № орг/3/2429 от 31.05.1944 г. переведена на штаты № 010/500-010/506:
7 февраля 1943 г. переименована в гвардейскую:
- рота управления
- 1-й танковый батальон
- 2-й танковый батальон
- мотострелково-пулемётный батальон
- противотанковая батарея
- зенитная батарея

20.07.1944 — 23.03.1944 бригада переформировывается для учебных целей по временным штатам и готовит инструкторов вождения и огневого дела; одновременно сколачивает маршевые танковые роты.
Директивой ГШ КА № орг/3/310945 от 20.07.1944 г. переведена на штаты № 010/500-010/506:
- Управление бригады (штат № 010/500)
- 1-й отдельный танковый батальон (штат № 010/501)
- 2-й отдельный танковый батальон (штат № 010/501)
- 3-й отдельный танковый батальон (штат № 010/501)
- Моторизованный батальон автоматчиков (штат № 010/502)
- Зенитно-пулемётная рота (штат № 010/503)
- Рота управления (штат № 010/504)
- Рота технического обеспечения (штат № 010/505)
- Медико-санитарный (штат № 010/506)

## Подчинение
Периоды вхождения в состав Действующей армии:
- с 07.02.1943 по 20.05.1944 года;
- с 09.08.1945 по 03.09.1945 года[1]

| Подчинение      | Подчинение                | Подчинение                | Подчинение | Подчинение |
| Дата            | Фронт (округ)             | Армия                     | Корпус     | Примечания |
| --------------- | ------------------------- | ------------------------- | ---------- | ---------- |
| 01.03.1943 года | Южный фронт               | -                         | -          | -          |
| 01.04.1943 года | Южный фронт               | -                         | -          | -          |
| 01.05.1943 года | Южный фронт               | 28-я армия                | -          | -          |
| 01.06.1943 года | Южный фронт               | 44-я армия                | -          | -          |
| 01.07.1943 года | Южный фронт               | 44-я армия                | -          | -          |
| 01.08.1943 года | Южный фронт               | 5-я Ударная армия         | -          | -          |
| 01.09.1943 года | Южный фронт               | 2-я Гвардейская армия     | -          | -          |
| 01.10.1943 года | Южный фронт               | 44-я армия                | -          | -          |
| 01.11.1943 года | 4-й Украинский фронт      | -                         | -          | -          |
| 01.12.1943 года | 4-й Украинский фронт      | 3-я Гвардейская армия     | -          | -          |
| 01.01.1944 года | 4-й Украинский фронт      | 3-я Гвардейская армия     | -          | -          |
| 01.02.1944 года | 4-й Украинский фронт      | 3-я Гвардейская армия     | -          | -          |
| 01.03.1944 года | 4-й Украинский фронт      | 51-я армия                | -          | -          |
| 01.04.1944 года | 4-й Украинский фронт      | 51-я армия                | -          | -          |
| 01.05.1944 года | 4-й Украинский фронт      | 51-я армия                | -          | -          |
| 01.06.1944 года | Московский военный округ  | -                         | -          | -          |
| 01.07.1944 года | Московский военный округ  | -                         | -          | -          |
| 01.08.1944 года | Московский военный округ  | -                         | -          | -          |
| 01.09.1944 года | Московский военный округ  | -                         | -          | -          |
| 01.10.1944 года | Московский военный округ  | -                         | -          | -          |
| 01.11.1944 года | Московский военный округ  | -                         | -          | -          |
| 01.12.1944 года | Московский военный округ  | -                         | -          | -          |
| 01.01.1945 года | Московский военный округ  | -                         | -          | -          |
| 01.02.1945 года | Московский военный округ  | -                         | -          | -          |
| 01.03.1945 года | Московский военный округ  | -                         | -          | -          |
| 01.04.1945 года | Московский военный округ  | -                         | -          | -          |
| 01.05.1945 года | Московский военный округ  | -                         | -          | -          |
| 01.06.1945 года | Московский военный округ  | -                         | -          | -          |
| 01.07.1945 года | Московский военный округ  | -                         | -          | -          |
| 01.08.1945 года | Московский военный округ  | -                         | -          | -          |
| 01.09.1945 года | 2-й Дальневосточный фронт | 2-я Краснознаменная армия | -          | -          |

## Командование бригады

### Командиры бригады
- Гринкевич, Франц Андреевич, гвардии подполковник, гвардии полковник (11.10.1943 умер от ран), (07.02.1943 — 11.10.1943);
- Харин, Иван Васильевич[3], гвардии подполковник, врио, (23.10.1943 — 19.12.1943);
- Киселев, Михаил Захарович[4], гвардии генерал-майор танковых войск, ид, (19.12.1943 — 18.02.1944);
- Киселев Михаил Захарович, гвардии генерал-майор танковых войск, (18.02.1944 — 09.12.1944);
- Волынец, Игнатий Антонович[5], гвардии полковник, ид, (09.12.1944 — 05.02.1945);
- Волынец Игнатий Антонович, гвардии полковник, (05.02.1945 — 08.10.1945)[6][7][8]

### Заместитель командира по политической части
- Макаренко Николай Сергеевич, гвардии майор, с 24.03.1943 гвардии подполковник, (07.02.1943 — 16.06.1943)[9]

### Начальники штаба бригады
- Пузыревский Сергей Григорьевич, гвардии майор, гвардии подполковник, (07.02.1943 — 04.02.1944)[10];
- Раков Сергей Афанасьевич, гвардии майор, (убыл в госпиталь) (04.02.1944 — 08.10.1944);
- Герасимов Иван Александрович, гвардии майор, (08.10.1944 — 08.10.1945)[8]

### Начальник политотдела, с 06.1943 он же заместитель командира по политической части
- Неклюдов Георгий Павлович, гвардии майор, (07.02.1943 — 16.06.1943);
- Макаренко Николай Сергеевич, гвардии подполковник, (16.06.1943 — 09.10.1945)[9]

## Отличившиеся воины
| Награда | Ф. И.О                     | Должность                                                   | Звание  | Дата награждения   | Примечания |
| ------- | -------------------------- | ----------------------------------------------------------- | ------- | ------------------ | ---------- |
|         | Карасёв, Михаил Дмитриевич | командир среднего танка 1-го отдельного танкового батальона | гвардии | 19 марта 1944 года |            |

## Награды и наименования
| Награда                       | Дата награждения                                                            | За что награждена |
| ----------------------------- | --------------------------------------------------------------------------- | --- |
| Почётное звание «Гвардейская» | присвоено приказом НКО СССР № 58 от 7 февраля 1943 года                     | за проявленную отвагу в боях за Отечество с немецкими захватчиками, за стойкость, мужество, дисциплину и организованность, за героизм личного состава |
| орден Красного Знамени        | награждена указом Президиума Верховного Совета СССР от 13 февраля 1944 года | за образцовое выполнение боевых заданий командования в боях за ликвидацию Никопольского плацдарма немцев и проявленные при этом доблесть и мужество   |